# برودينتي دي مورايس (ميناس جيرايس)
برودينتي دي مورايس، ميناس جيرايس بلدية في ولاية ميناس جيرايس في المنطقة الجنوبية الشرقية من البرازيل.